# Discodon aequatorialis
Discodon aequatorialis is een keversoort uit de familie soldaatjes (Cantharidae). De wetenschappelijke naam van de soort werd in 1889 gepubliceerd door Theodor Franz Wilhelm Kirsch.